# Хоррокс, Джереми
Джеримайя Хоррокс (англ. Jeremiah Horrocks, иногда Jeremiah Horrox, 1618, Токстет-Парк, Англия — 3 января 1641, там же) — английский астроном, предсказавший и наблюдавший прохождение Венеры по диску Солнца в 1639 году.

## Жизнь и труды
Хоррокс родился в Токстет-Парке, Ливерпуль, Мерсисайд. Его отец был простым фермером, а дядя — часовщиком. 
Практически всю жизнь Хоррокс был относительно беден.
11 мая 1632 года Хоррокс поступил в Колледж Иммануила, а 5 июля 1632 года был зачислен в Кембриджский университет. В 1635 году он покинул университет, не сдав выпускные экзамены, предположительно из-за нехватки средств на обучение. Распространена точка зрения, что Хоррокс обеспечивал себя, исполняя обязанности священника в деревне Мач-Хуле, недалеко от Престона, Ланкашир, но свидетельств этому нет. По традиции, он проживал в Карр-Хаус, принадлежавшем семье зажиточных фермеров и торговцев Стоунов, обучая их детей. Возможно, Хоррокс был кальвинистом и, как студент Колледжа Иммануила, пуританином, однако подтверждений этому не найдено.
В Кембридже Хоррокс познакомился с работами Иоганна Кеплера, Тихо Браге и других известных астрономов. К 17 годам Хоррокс прочитал большинство астрономических трактатов своего времени, обнаружил в них слабые места и определил новые направления исследований. Он первым показал, что Луна движется вокруг Земли по эллиптической орбите, написал трактат по кеплеровской астрономии и приступил к изучению силы тяготения с помощью математики. Исаак Ньютон называл работу Хоррокса мостом, соединившим его собственные работы и работы Коперника, Галилея, Браге и Кеплера. Хоррокс убедился, что таблицы Лансберга содержат неточности и предсказанное Кеплером прохождение Венеры возле Солнца в 1639 году на самом деле будет прохождением планеты по диску Солнца. Это предсказание Хоррокс сделал, основываясь на собственных многолетних наблюдениях за Венерой.
Хоррокс спроецировал изображение Солнца через простой телескоп на плоскую поверхность, чтобы наблюдать предсказанное событие. Учитывая своё местонахождение, он вычислил, что проход Венеры начнется примерно в 3 часа пополудни 24 ноября 1639 года по юлианскому календарю (4 декабря по григорианскому календарю). Несмотря на облачную погоду, первое изображение Венеры, пересекающей солнечный диск, Хоррокс увидел в 3:15 вечера и смог продолжать наблюдения в течение получаса до захода. Проход Венеры также наблюдал его друг Уильям Крабтри, находившийся у себя дома в Броутоне (современный Большой Манчестер).
Наблюдения позволили Хорроксу оценить размеры Венеры, до того считавшейся более крупной и близкой к Земле планетой, а также вычислить приблизительное расстояние от Земли до Солнца. Его оценка — 95 миллионов км или 0,63 а. е. — далека от действительности, но для своего времени была определена с наилучшей точностью.
Трактат Хоррокса Venus in sub sole visa («Проход Венеры по диску Солнца») был издан Яном Гевелием на собственные средства в 1662 году. Эта работа, вызвавшая восхищение Лондонского королевского общества через 20 лет после написания, содержала множество свидетельств энтузиазма и романтичности Хоррокса, в том числе шутливые замечания и стихи. Рассказывая о столетии, отделяющем одно прохождение Венеры от другого, Хоррокс писал:
...Thy return 

Posterity shall witness; years must roll 

Away, but then at length the splendid sight 

Again shall greet our distant children's eyes.
Решая сложную задачу определения орбиты Луны, Хоррокс верно предположил, что естественный спутник Земли движется по эллиптической, а не круговой орбите и предположил, что на форму орбиты влияют как Земля, так и Солнце. Последние месяцы жизни Хоррокс посвятил подробному изучению приливов, пытаясь определить природу влияния на них Луны.
Летом 1640 года Хоррокс вернулся в Токстет-Парк, а 3 января 1641 года скоропостижно скончался по неизвестной причине в возрасте 22 лет.
В честь Хоррокса назван кратер на Луне.